# Phenylethylisothiocyanat
Phenylethylisothiocyanat ist eine aromatische organische Verbindung aus der Gruppe der Isothiocyanate.

## Vorkommen

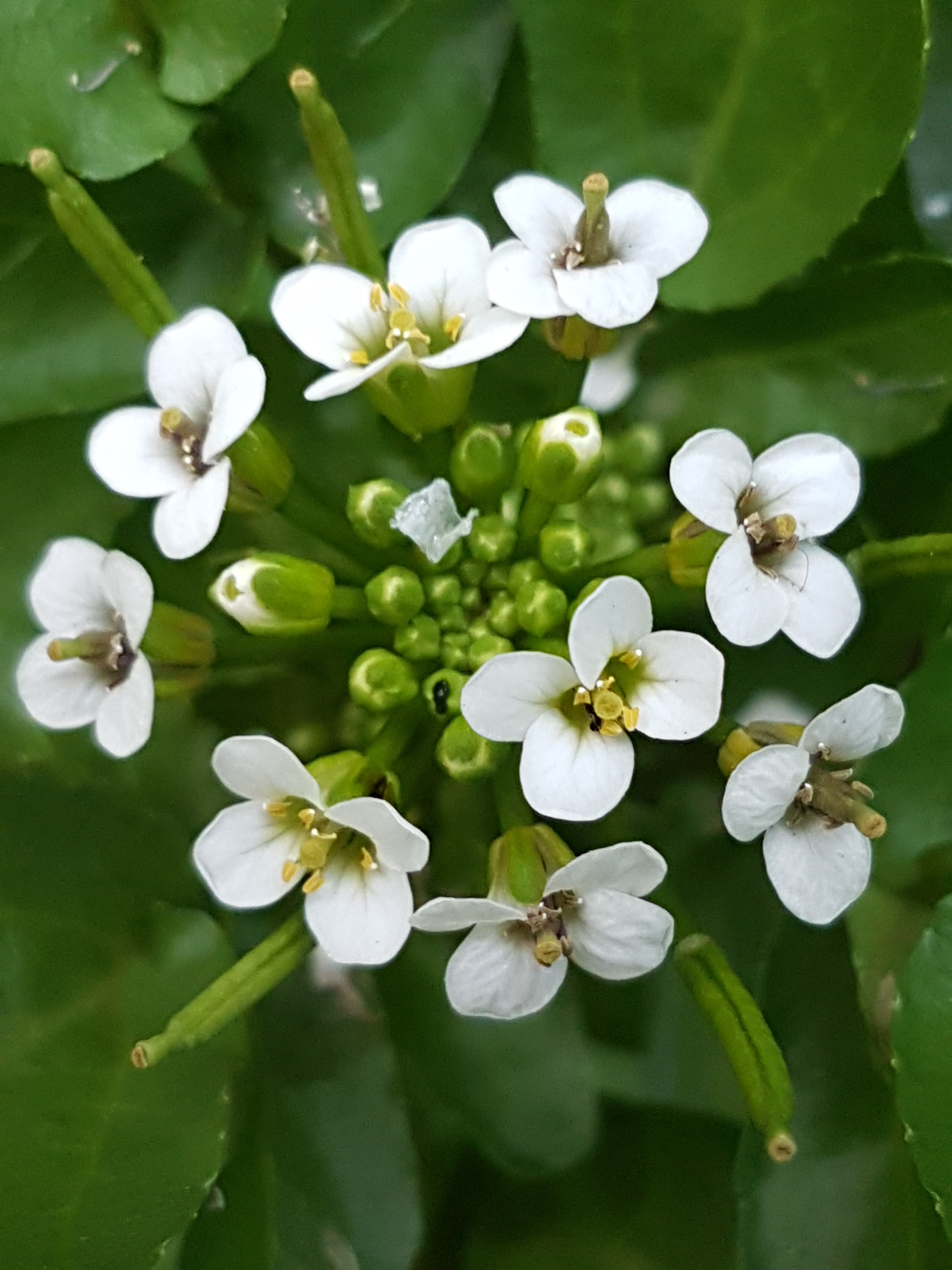
Brunnenkresse

Phenylethylisothiocyanat kommt in Form seines Glucosinolats (Gluconasturtiin) in verschiedenen Pflanzen vor, z. B. in Barbarea verna und Raps. Bei Beschädigung der Pflanze wird das Glucosinolat durch das Enzym Myrosinase abgebaut und das Isothiocyanat freigesetzt. Phenylethylisothiocyanat ist die wichtigste Geschmackskomponente in Brunnenkresse, obwohl bei den Abbauprodukten des Gluconasturtiins mengenmäßig das 3-Phenylpropionitril überwiegt. Die Freisetzung von Phenylethylisothiocyanat dient der Brunnenkresse zur Verteidigung. Es konnte gezeigt werden, dass beispielsweise Schnecken und Flohkrebse welke Brunnenkresse mit einem deutlich geringeren Gehalt an Gluconasturtiin gegenüber frischen Pflanzen bevorzugt fressen.

## Gewinnung
Die Verbindung kann mit Wasser aus Barbarea verna extrahiert und dann mit Kaliumsulfat ausgefällt werden.

## Eigenschaften
Phenylethylisothiocyanat hat einen starken chemopräventiven Effekt. Daneben hat es auch eine hemmende Wirkung auf die Bildung von Tumoren.

## Verwendung
Eine medizinische Verwendung bei Leukämie und Lungenkrebs wird untersucht.